# Onthophagus aschenborni
Onthophagus aschenborni là một loài bọ cánh cứng trong họ Bọ hung (Scarabaeidae).